# HD 115331
HD 115331，又名CD-43 8165，SAO 224032、HR 5008，是一颗恒星，视星等为5.84，位于銀經307.82，銀緯18.65，其B1900.0坐标为赤經13h 11m 25.8s，赤緯-43° 18.65′ 5″。